# Ткачёв, Сергей Николаевич
Сергей Никола́евич Ткачёв (2 апреля 1965, г. Гуково, Ростовская обл.) — российский кинорежиссёр, сценарист и продюсер, композитор, оператор, художник, монтажёр. Член Гильдии продюсеров России.

## Биография
Родился 2 апреля 1965 в городе Гуково, Ростовская область.
В 1984 году закончил Гуковский строительный техникум по специальности ПГС. Служба в армии с 1984 г. --1987год.
Окончил Российскую Академию Театрального Искусства по специальностям: в 1992 году — актёр театра и кино, а в 1994 году — режиссёр драмы.
В 1993 г. поставил по собственной пьесе спектакль «Вдова иллюзиониста», премьера которого состоялась в Утрехте, Нидерланды. (Впоследствии пьеса была переведена на немецкий язык и ставилась в 1998 году в Германии, в Гермерсхайме.)
В период с 1990 по 2004 год написано более десятка сценариев и пьес, почти все переведены на иностранные языки.
Параллельно с театром занимался кино. В 1995-96 гг. работал во Франции в качестве режиссёра-постановщика.
В качестве режиссёра-постановщика принимал участие в проекте «Директория смерти» (РТР). Серии: «Художник», «Ход ферзём», «Колобок».
В 2002 году организовал кинокомпанию «Тата Студио» и по настоящий день является генеральным продюсером ООО «Тата Студио».

## Фильмография

### Режиссёр
- 1999 — Директория смерти
- 2003 — Щит Минервы
- 2004 — Маша
- 2007 — Частный заказ
- 2009 — Тесные врата
- 2009 — Утро
- 2010 — Сон № 5
- 2012 — Праздник взаперти
- 2013 — Скорпион на ладони
- 2019 — Под прикрытием

### Сценарист
- 2003 — Щит Минервы
- 2004 — Маша
- 2007 — Частный заказ
- 2009 — Тесные врата
- 2009 — Утро
- 2010 — Сон № 5
- 2012 — Праздник взаперти
- 2013 — Скорпион на ладони
- 2019 — Под прикрытием

### Продюсер
- 2003 — Щит Минервы
- 2004 — Маша
- 2009 — Тесные врата
- 2009 — Утро
- 2010 — Сон № 5
- 2012 — Праздник взаперти
- 2013 — Скорпион на ладони

### Композитор
- 2003 — Щит Минервы
- 2004 — Маша
- 2009 — Тесные врата
- 2009 — Утро
- 2010 — Сон № 5
- 2012 — Праздник взаперти
- 2013 — Скорпион на ладони

### Оператор
- 2003 — Щит Минервы
- 2004 — Маша
- 2009 — Тесные врата
- 2009 — Утро
- 2010 — Сон № 5
- 2013 — Скорпион на ладони

### Художник
- 2012 — Праздник взаперти

### Монтажёр
- 2004 — Маша